# De Geest (band)
De Geest is een Belgische band die Nederlandstalige pop en kleinkunst maakt. Frontman van de band is zanger en tekstschrijver Geert Vanloffelt.

## Biografie
De Geest, afkomstig uit Limburg, werd opgericht in 2013. De eerste twee singles, Stapelgek en Gisteren, sloegen niet meteen aan bij een groot publiek, maar na het tekenen van een platencontract bij CNR Mostiko volgde in 2015 alsnog een doorbraak. Dit gebeurde met de single Maan, die vier weken in de Ultratop 50 stond en een nummer 1-hit werd in de Vlaamse Top 50. Met dit nummer verkreeg De Geest drie nominaties bij de Radio 2 Zomerhit.
Hierna bleef de band succesvol met verschillende radiohits, waaronder Schemerlicht, Wereld, Kwamzagoverwon en Nacht. Op 10 november 2017 verscheen het debuutalbum, simpelweg De Geest genaamd, dat vijf weken genoteerd stond in de Vlaamse albumlijst.
Begin 2018 werd het nummer Gisteren opnieuw uitgebracht, ditmaal met meer succes.

## Discografie

### Albums
| Album met hitnotering(en) in de Vlaamse Ultratop 200 albums | Datum van verschijnen | Datum van binnenkomst | Hoogste positie | Aantal weken | Opmerkingen |
| ----------------------------------------------------------- | --------------------- | --------------------- | --------------- | ------------ | ----------- |
| De Geest                                                    | 10-11-2017            | 18-11-2017            | 50              | 5            |             |

### Singles
| Single met hitnotering(en) in de Vlaamse Ultratop 50 | Datum van verschijnen | Datum van binnenkomst | Hoogste positie | Aantal weken | Opmerkingen                                   |
| ---------------------------------------------------- | --------------------- | --------------------- | --------------- | ------------ | --------------------------------------------- |
| Stapelgek                                            | 06-05-2013            | -                     |                 |              |                                               |
| Gisteren                                             | 06-01-2014            | -                     |                 |              |                                               |
| Maan                                                 | 26-01-2015            | 21-03-2015            | 40              | 4            | Nr. 1 in de Vlaamse Top 50                    |
| Schemerlicht                                         | 01-06-2015            | 06-06-2015            | tip12           | -            | Nr. 6 in de Vlaamse Top 50                    |
| Wereld                                               | 09-11-2015            | 14-11-2015            | tip3            | -            | Nr. 6 in de Vlaamse Top 50                    |
| Hartslag                                             | 21-03-2016            | 26-03-2016            | tip21           | -            | Nr. 12 in de Vlaamse Top 50                   |
| Van iemand houden                                    | 10-10-2016            | 15-10-2016            | tip11           | -            | Nr. 10 in de Vlaamse Top 50                   |
| Kwamzagoverwon                                       | 05-06-2017            | 10-06-2017            | tip3            | -            | Nr. 5 in de Vlaamse Top 50                    |
| Nacht                                                | 25-09-2017            | 07-10-2017            | tip8            | -            | Nr. 7 in de Vlaamse Top 50                    |
| Gisteren                                             | 19-01-2018            | 27-01-2018            | tip9            | -            | heruitgave Nr. 3 in de Vlaamse Top 50         |
| Zeeland                                              | 18-05-2018            | 26-05-2018            | tip10           | -            | Nr. 5 in de Vlaamse Top 50                    |
| Mijn hart                                            | 22-03-2019            | 30-03-2019            | tip15           | -            | Nr. 4 in de Vlaamse Top 50                    |
| Horizon                                              | 31-05-2019            | 08-06-2019            | tip14           | -            | met Aurélie / Nr. 13 in de Vlaamse Top 50     |
| Vijf miljoen                                         | 01-05-2020            | 09-05-2020            | tip10           | -            | Nr. 11 in de Vlaamse Top 50                   |
| Alles                                                | 09-10-2020            | 17-10-2020            | tip20           | -            | Nr. 13 in de Vlaamse Top 50                   |
| Illusie                                              | 08-01-2021            | 16-01-2021            | tip8            | -            | Nr. 8 in de Vlaamse Top 50                    |
| Als ik ooit vergeet                                  | 28-05-2021            | 29-05-2021            | tip             | -            | met Van Den Hil / Nr. 15 in de Vlaamse Top 50 |